# Почти простое число
Почти простое число — число, представимое в виде произведения {\displaystyle k} простых чисел: {\displaystyle p_{1}p_{2}\dots p_{k}} для заданной постоянной {\displaystyle k\geqslant 1}. Стандартное обозначение класса {\displaystyle k}-почти простых чисел — {\displaystyle P_{k}}; {\displaystyle P_{1}} совпадает с классом простых чисел, {\displaystyle P_{2}} — полупростых, для классов до {\displaystyle k=20} ведутся записи в Энциклопедии целочисленных последовательностей. Сфенические числа — свободные от квадратов 3-почти простые числа. Произведение {\displaystyle k_{1}}-почти простого числа и {\displaystyle k_{2}}-почти простого числа — {\displaystyle (k_{1}+k_{2})}-почти простое число.
Основной интерес к почти простым чисел вызван тем, что для них имеют место результаты, обобщающие теорему о распределении простых чисел, в частности, в 1909 году Ландау установил, что {\displaystyle \pi _{k}(n)} — число {\displaystyle k}-почти простых чисел, меньших или равных {\displaystyle n} — асимптотически стремится к:
{\displaystyle \pi _{k}(n)\sim \left({\frac {n}{\log n}}\right){\frac {(\log \log n)^{k-1}}{(k-1)!}}}.
Аналоги ряда нерешённых для простых чисел аддитивных проблем имеют решение для почти простых чисел.